# Kittitas
Kittitas é uma cidade localizada no estado norte-americano de Washington, no Condado de Kittitas.

## Demografia
Segundo o censo norte-americano de 2000, a sua população era de 1105 habitantes.
Em 2006, foi estimada uma população de 1183, um aumento de 78 (7.1%).

## Geografia
De acordo com o United States Census Bureau tem uma área de
1,6 km², dos quais 1,6 km² cobertos por terra e 0,0 km² cobertos por água. Kittitas localiza-se a aproximadamente 490 m acima do nível do mar.

## Localidades na vizinhança
O diagrama seguinte representa as localidades num raio de 36 km ao redor de Kittitas.